# Košer víno
Košer víno je označení vína, které je podle židovských náboženských předpisů povoleno židům ke konzumaci. Takové víno musí kromě všeobecných požadavků na kašrut splňovat dodatečná pravidla týkající se zejména výrobních postupů a manipulace s hotovým produktem. Na výrobě se musí podílet a dohlížet na ni žid, který sám dodržuje náboženské předpisy, a řadu činností musí i osobně provádět. Pravidla pro košer víno se vztahují nejen na alkoholické víno, ale i na nealkoholickou hroznovou šťávu (včetně „multivitamínových“ směsí, pokud zahrnují hrozny), na „hrozinkové víno“ vyrobené louhováním rozinek a na vinné či hroznové destiláty. Nevztahují se naopak na „ovocná vína“ vyrobená výhradně z jiných plodů ani na nápoje napodobující víno či hroznovou šťávu bez použití hroznů.

## Pěstování hroznů
Pěstování a vína musí probíhat v souladu s obecnými zemědělskými předpisy židovského náboženství. Jedná se zejména o předpisy orla, které zakazují ovoce nového stromu v prvních třech letech a upravují pravidla jeho použití ve čtvrtém roce, a o zákaz smíšení druhů (kil'ajim); tato pravidla se v omezené míře uplatňují i v diaspoře. Pravidla sedmého roku (šmita) se uplatňují pouze v Zemi izraelské, stejně jako povinnost oddělování desátků.

## Druhy košer vína
- Kidiš – sladké víno podávané při židovských svátcích
- Passover nebo Pesach – víno určené k oslavě svátku Pesach
- Mevušal – pasterizované košer víno se kterým mohou pracovat (obchodníci, číšníci) i nežidé